# Magistrát

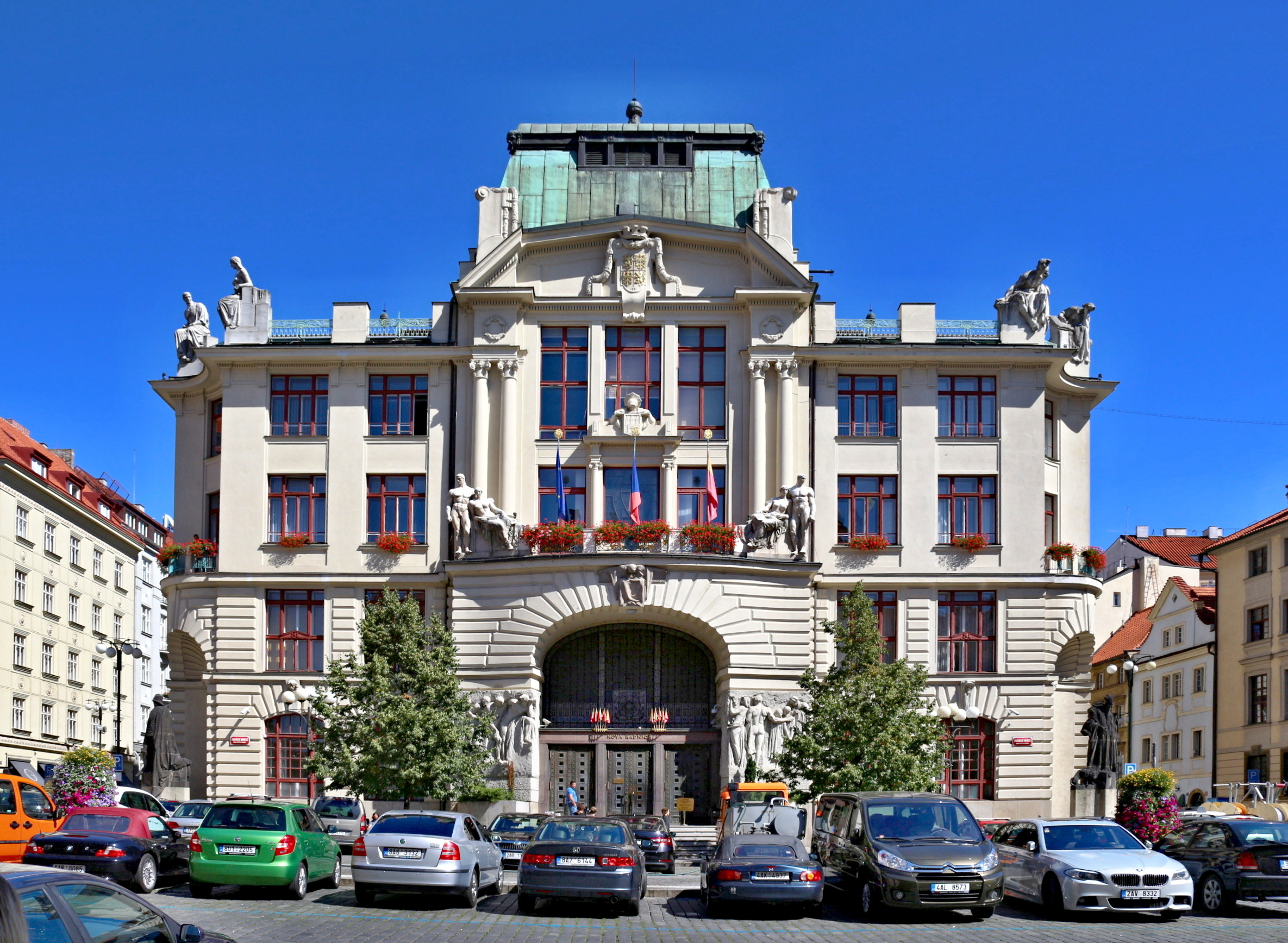
Magistrát hl. m. Prahy na Mariánském náměstí

Magistrát (německy Magistrat, z lat. magistratus) je v Česku, Německu a Rakousku označení městského úřadu statutárního města a městských úřadů Prahy a Vídně, které jsou také svého druhu statutárními městy. Na Slovensku jde o označení městského úřadu Bratislavy a Košic.
V Česku a na Slovensku (na Slovensku se to však týká i ostatních měst, jejichž městský úřad nenese označení magistrát) je v čele magistrátů primátor, v čele magistrátů v Rakousku je starosta (něm. Bürgermeister). V Rakousku plní magistráty zároveň funkci okresních úřadů, protože zdejší statutární města mají automaticky i kompetence politického okresu.

## Historie
Na území rakouské monarchie byly magistráty zřízeny reformou Josefa II. z let 1783–1785. Tehdy zanikly městské rady konšelů, na jejich místo byli dosazováni státní úředníci, kteří museli složit zkoušku způsobilosti před zkušební komisí gubernia a apelačního soudu. Samy magistráty byly ve své soudní činnosti podřízeny apelačnímu soudu, v činnosti správní krajským hejtmanům a v Praze přímo guberniu. Od počátku 19. století byli purkmistr i magistrální radové jmenováni přímo guberniem a apelačním soudem.
Samospráva obcí byla v českých zemích uzákoněna prozatímním obecním zákonem ze 17. března 1849. Obecní zřízení se však nevztahovalo na města statutární. Jejich magistráty byly i nadále jmenovány vládou.
V České republice se až do roku 1992 všechny úřady statutárních měst nazývaly úřad města, poté to bylo až do roku 2000 označení jen úřadů těch statutárních měst, která nebyla územně členěná.